# Mata de Uva
Mata de Uva är en ort i Mexiko.   Den ligger i kommunen Alvarado och delstaten Veracruz, i den sydöstra delen av landet, 300 km öster om huvudstaden Mexico City. Mata de Uva ligger 5 meter över havet och antalet invånare är 441.
Terrängen runt Mata de Uva är platt. Havet är nära Mata de Uva åt nordost.  Närmaste större samhälle är Antón Lizardo, 3,6 km nordväst om Mata de Uva. Omgivningarna runt Mata de Uva är en mosaik av jordbruksmark och naturlig växtlighet.